# Roy Marika
Pour les articles homonymes, voir Marika.
Roy Marika (c. 1925 – 1993) est un un artiste aborigène australien et un militant des droits des Aborigènes (en).
Il fait partie de la famille d'artistes et activistes Marika. Artiste moins prolifique que ses frères, nièces et neveux, il joue un rôle clé dans la lutte pour les droits de sa communauté.

## Biographie
Roy Dadaynga Marika naît vers 1925, ou en 1931, dans la Terre d'Arnhem (péninsule de Gove), dans le Territoire du Nord, en Australie. Il est le benjamin de la fratrie Marika qui inclut Mawalan, Mathaman, Milirrpum et Dhunggala.
À la mort de Milirrpum et suivant l'ordre de succession du clan, Roy devient le chef du clan Rirratjingu (en) du peuple Yolngu à partir de 1970, et le président du conseil de village de Yirrkala sur la péninsule de Gove en Terre d'Arnhem, dans le Territoire du Nord, en Australie, de 1965 à 1990,. 
Roy et ses quatre frères et sœurs mènent les autres clans en présentant les pétitions sur l'écorce de Yirrkala (en) au gouvernement australien en 1963, dans la perspective de l'affaire des droits fonciers de Gove (en) en 1971,,. Cette affaire a finalement conduit à l'adoption de la première législation sur les droits fonciers aborigènes en Australie (en). Les cinq frères étaient politiquement actifs pour la lutte de ces derniers, et quatre d'entre eux étaient des artistes aborigènes renommés. Il est fait membre de l'Ordre de l'Empire britannique pour son activisme pour les droits des Aborigènes le 8 octobre 1971,,.
Par ailleurs, Roy Marika a joué dans deux films : Le Pays où rêvent les fourmis vertes (1984) et Banduk (en) (1985),.
Roy Marika meurt en janvier 1993,,. Il a une fille, Raymattja Marika (éducatrice, linguiste et défenseuse culturelle des Aborigènes d'Australie) et un fils, Banula Marika (danseur, musicien et acteur).

## Œuvre
L'œuvre peint de Roy Marika est similaire à celui de son frère Milirrpum. Il représente les mythes du cycle des Djang’kawu, notamment l'Homme Tonnerre, les Sœurs Wagilag et les Sœurs Djang'kawu. En comparaison avec le reste de sa famille, il produit peu d'œuvres, consacrant sa vie à l'activisme pour les droits des Aborigènes.
Plusieurs institutions muséales conservent néanmoins des œuvres de Roy Marika, notamment la Galerie nationale d'Australie de Canberra et le British Museum de Londres.